# Soundbombing
Soundbombing è una compilation dell'etichetta discografica hip hop statunitense Rawkus Records, pubblicata il 14 ottobre 1997. Tra gli artisti presenti, anche Mos Def, Talib Kweli, Hi-Tek, El-P, Kool Keith, Reflection Eternal, Company Flow e R.A. the Rugged Man.
| Recensione | Giudizio |
| ---------- | -------- |
| AllMusic   | [ 1 ]    |

## Tracce
1. Intro (Evil Dee & Brick City Kids) – 1:17 (musica: The Ghetto Professionals)
2. Flipside (R.A. the Rugged Man) – 2:13 (musica: Dirtman (non accreditato))
3. Fire in Which You Burn (Indelible MC's) – 4:52 (musica: El-P)
4. Lune TNS (Company Flow) – 3:13 (musica: Bigg Jus)
5. Nightwork (Sir Menelik) – 4:04 (musica: El-P)
6. Arabian Nights (Shabaam Sahdeeq) – 4:13 (musica: Nick Wiz)
7. Fortified Live (Reflection Eternal featuring Mos Def & Mr. Man) – 5:11 (musica: Hi-Tek)
8. Show Me Your Gratitude (L-Fudge) – 3:55 (musica: Rich Boogie)
9. 'Till My Heart Stops (R.A. the Rugged Man featuring 8-Off) – 4:10 (musica: Dirtman (non accreditato))
10. Freestyle (Mos Def & Talib Kweli) – 4:38 (musica: The Ghetto Professionals)
11. So Intelligent (Sir Menelik featuring Kool Keith) – 4:10 (musica: Sir Menelik)
12. Empire Staters (B-1) – 4:06 (musica: Chuckie Madness)
13. If You Can Huh... (Mos Def) – 3:44 (musica: Shawn J Period)
14. Universal Magnetic (Mos Def) – 4:07 (musica: Shawn J Period)
15. What If? (L-Fudge featuring Mike Zoot, Talib Kweli, Shabaam Sahdeeq & Skam) – 5:27 (musica: DJ Spinna)
16. My Crown (Black Attack) – 3:40 (musica: The Ghetto Professionals)
17. 2000 Seasons (Reflection Eternal) – 6:54 (musica: Hi-Tek)

Durata totale: 69:54